# Il testamento francese
Il testamento francese (Le testament français) è un romanzo dello scrittore sovietico naturalizzato francese Andreï Makine, pubblicato in Francia nel 1997.

## Storia editoriale
Il libro ha vinto nel 1995 il Premio Goncourt, il Prix Goncourt des lycéens e il Prix Médicis con Vassilis Alexakis); nel 1998 ha ottenuto il Prix Eeva Joenpelto.
Oltre che in italiano il libro è stato tradotto in:
serbo,
macedone,
olandese; turco,
danese,
catalano,
ebraico,
norvegese,
spagnolo,
tedesco,
cinese, 
giapponese,
finlandese,
inglese,
thailandese,
croato,
polacco,
lituano,
ungherese,
rumeno,
coreano,
sloveno.

## Trama
Due ragazzini russi, fratello e sorella, trascorrono le loro vacanze estive dalla nonna materna, Charlotte Lemonnier, francese. Provenienti da una città sul fiume Volga, essi vivono l'incanto della remota cittadina di Saranza, al confine della steppa occidentale siberiana, ma, più di tutto, sono affascinati dalla singolarità della nonna, che parla con loro un francese purissimo. Nelle serate estive, attraverso le parole e le fotografie (soprattutto ritagli di giornali) i due ascoltatori apprendono l'esistenza di un mondo lontano nel tempo, la Francia della Belle époque. Tutti al villaggio rispettano la nonna e lei si adegua ai vicini, parlando con loro le varianti del russo locale, benché si sappia esprimere in un russo impeccabile.
Gli anni trascorrono e il ragazzo rimane il solo a passare le vacanze a Saranza. Diventa un adolescente chiuso, meno disposto a godere delle storie e delle poesie che vengono dal lontano paese della nonna. Ma lei ha la capacità di trattare il nipote con quelle accortezze che permettono di sorvolare su qualche frase spigolosa e, più il tempo passa, più lei gli rivela i segreti della steppa, con lunghe passeggiate che gratificano e riconciliano. Con i compagni di scuola il ragazzo ha rapporti difficili, ma quando racconta le storie di Francia riscuote successo; tuttavia solo dopo il servizio militare e la presa di coscienza di non approvare il regime sovietico, riesce a raggiungere Parigi, dove, pur vivendo in estrema povertà, ritrova ad uno ad uno i luoghi dove è stata Charlotte, con la madre Albertine, con uno zio giornalista, con un giovane innamorato.
Richiesta ed ottenuta la naturalizzazione francese, il giovane compie quanto possibile perché la nonna lo raggiunga a Parigi. Pur non avendole prospettato questo trasferimento, non dubita che Charlotte sarà felice di tornare alla sua città e allestisce un appartamento con una bella camera per lei. Invece le varie autorità gli rispondono che non ci sono le condizioni per soddisfare quanto lui chiede, ma non danno ulteriori spiegazioni. Quando, dopo quasi un anno, arriva un pacchetto passato di mano in mano, egli apprende che la nonna era morta nel settembre precedente. Lei gli ha lasciato un manoscritto dove si parla di una donna, in un gulag assieme al suo bimbo piccolo, morta per gli stenti. Charlotte l'aveva visitata e poi aveva raccolto il piccino, affidandolo alla propria figlia. Quel piccino è lui stesso e deve sapere la verità: così, grazie a questo testamento, egli comprende di non essere di ascendenza francese, ma di averlo creduto per merito di una donna davvero eccezionale.

## Personaggi
- Il narratore, prima un bambino di dieci anni, quindi adolescente, giovane e adulto.
- Charlotte Lemonnier, nonna materna del narratore; è chiamata Choura dalla lattaia e Charlota Norbertovna da Gavrilič, ubriacone ufficiale del circondario.

## Edizioni in italiano
- Andreï Makine, Il testamento francese, traduzione di Laura Frausin Guarino, Mondadori, Milano 1997
- Andreï Makine, Il testamento francese, traduzione di Laura Frausin Guarino, Einaudi, Torino 2008